# Terry Gibbon
Terry Gibbon (* 22. Juni 1982 in Brough) ist ein britischer Truckrennfahrer.

## Karriere
Terry Gibbon begann seine Profi-Motorsportkarriere im Truck Racing. 2005 erreichte er den dritten Platz in der Klasse B (Volvo White) der britischen Truck-Racing-Meisterschaft. Ein Jahr später gewann er die Klasse-B-Meisterschaft.
Später wechselte er in die Klasse A der britischen Truck-Racing-Meisterschaft und erreichte von 2009 bis 2011 mehrere Podiums-Platzierungen. 2017 wurde er Siebter in der Klasse-A-Meisterschaft und erzielte dort sein bestes Saisonergebnis in der Rennserie.
2018 startete Gibbon im Promoter’s Cup in der Truck-Racing-Europameisterschaft und belegte zum Saisonende den achten Rang.